# Stora Bastås naturreservat
Stora Bastås naturreservat är ett naturreservat i Arboga kommun i Västmanlands län.
Området är naturskyddat sedan 2020 och är 13 hektar stort. Reservatet ligger vid Hjälmaren söder om Arboga och består mest av lövskog av ek, ask, lind, asp, björk och sälg.